# Dicranomyia (Dicranomyia) elnora
Dicranomyia (Dicranomyia) elnora is een tweevleugelige uit de familie steltmuggen (Limoniidae). De soort komt voor in het Neotropisch gebied.